# Riaille (Apt)
Die Riaille ist ein kleiner Fluss in Frankreich, der im Département Vaucluse in der Region Provence-Alpes-Côte d’Azur verläuft. Sie entspringt im nördlichen Gemeindegebiet von Saint-Saturnin-lès-Apt, entwässert generell Richtung Südsüdwest durch den Regionalen Naturpark Luberon und mündet nach rund 16 Kilometern im Gemeindegebiet von Apt als rechter Nebenfluss in den Coulon. In seinem Unterlauf wird die Riaille zum See Plan d’Eau de la Riaille aufgestaut, an dem ein großer Freizeitpark errichtet wurde. Aufgrund der geologischen Gegebenheiten verschwindet der Fluss in einigen Abschnitten im karstigen Untergrund.

## Orte am Fluss
(Reihenfolge in Fließrichtung)
- Gayéoux, Gemeinde Saint-Saturnin-lès-Apt
- Les Escoffiers, Gemeinde Saint-Saturnin-lès-Apt
- Villars
- Les Bourguignons, Gemeinde Apt